# Robert Boyle
För andra betydelser, se Robert Boyle (olika betydelser).
Robert Boyle, född 25 januari 1627 på Lismore Castle, död 31 december 1691 i London, var en irländsk naturforskare och kemist.
Boyle var 7:e son och 14:e barn till Richard Boyle, "The Great Earl of Cork". Av denne fick han ärva Stalbridges gods i Dorset tillsammans med flera fastigheter på Irland.
Boyle lärde sig som barn att tala franska, grekiska och latin. Vid 8 års ålder skickades han till Eton College där han studerade i över tre år. Därefter reste han runt i Europa tillsammans med en fransk lärare och tillbringade mycket tid i bland annat Genève och Florens. 
Boyle vistades därefter mestadels på sitt gods i Salbridge i Dorsetshire, sysselsatt med arbeten i sitt laboratorium. 1658 flyttade han till Oxford och 1668 till London.  Han intresserade sig för den av Otto von Guericke konstruerade luftpumpen och försökte genom nykonstruktioner förbättra den och företog en rad undersökningar i vakuum.
År 1660 publicerades Boyles lag om gasers volym baserad på teorin om att gaser består av "korpuskler" och tomrum. Efter dialog med Isaac Newton förklarade Boyle att hans "korpuskler" var desamma som Leukippos atomer. Därmed motsade Boyle Aristoteles förhärskande lära om materiens oändliga delbarhet liksom att allt bestod av de fyra elementen jord, luft, eld och vatten.
Bland hans övriga undersökningar kan nämnas undersökningar av frysnings- och kokningsfenomen, av ljusbrytning, av gravitationen och av ett flertal elektriska fenomen. Boyle var en av grundarna av Royal Society.

## Eftermäle
Nedslagskratern Boyle på månen och asteroiden 11967 Boyle är uppkallade efter honom.